# Acido clupanodonico
L'acido clupanodonico , in sigla DPA n-3 o DPAω3 o solo DPA , è un acido grasso lineare con 22 atomi di carbonio, 5 doppi legami appartenente al gruppo degli acidi omega 3, in notazione delta: 22:5Δ7c,10c,13c,16c,19c . L'acido è stato individuato per la prima volta nel 1906 nell'aringa giapponese, dal cui nome latino, Clupea, prende il nome.
Il suo nome IUPAC è 7Z,10Z,13Z,16Z,19Z-acido docosapentaenoico e frequentemente in letteratura viene chiamato "acido docosapentaenoico" anche se con questo nome può essere confuso con l'isomero omega 6 : 22:6Δ4c,7c,10c,13c,16c, detto acido di Osbond.
È un intermedio nell'azione in sequenza degli enzimi elongasi  e desaturasi che trasformano con una beta ossidazione finale, l'acido eicosapentaenoico (EPA) 20:5Δ5c,8c,11c,14c,17c, in acido docosaesaenoico (DHA), 22:6Δ4c,7c,10c,13c,16c,19c . 
L'acido clupanodonico è un importante metabolita nell'uomo, nelle alghe e animali marini. Può essere ricavato dagli oli di pesce o di mammiferi marini o con nuovi processi di fermentazione delle alghe marine.
È un componente dei fosfolipidi presenti in tutte le membrane delle cellule animali e una carenza di acido clupanodonico porta alla formazione di membrane difettose. Risulta coinvolto nel trasporto e nell'ossidazione del colesterolo e l'assunzione di acido clupanodonico tenderebbe a ridurre il colesterolo plasmatico. Una terza funzione è quella di precursore dei prostanoidi che si formano solo dall'acido clupanodonico. La sua carenza negli animali da esperimento provoca lesioni attribuibili principalmente a membrane cellulari difettose. Gli esiti includono interruzione della crescita, lesioni della pelle, dei reni e del tessuto connettivo, fragilità degli eritrociti, ridotta fertilità.
Le cellule dei mammiferi, comprese le cellule umane, metabolizzano il DPA n-3 in una gamma di prodotti che fanno parte di una classe specializzata di mediatori. Questi metaboliti includono sette resolvine Ds (RvT1, RvT2, RvT3, RvT4, RvD1 n-3 , RvD2 n-3 e RvD5 n-3 ; ); due protine (PD1 n-3 e PD2 n-3 ); e tre maresine (MaR1 n-3 , MaR2 n-3 e MaR3n-3 ) .

## Fonti dietetiche
Il latte materno umano contiene minime quantità di DPA n-3 
l salmone crudo fornisce fino a 393 mg di DPA n-3 per 100 g. 
Lo sgombro atlantico e il pompano della Florida possono contenere oltre 200 mg di DPA n-3 per porzione da 100 g. 
Aringhe del Pacifico, coregone, tonno rosso e trota iridea forniscono da 100 a 200 mg di DPA n-3 per 100 g di porzione commestibile.
Tra gli oli di pesce  l'olio di Brevoortia tyrannus  può contenerne il 4,9% mentre quello di salmone il 3%.
Anche le carni rosse (terrestri) possono contenerne con concentrazioni dipendenti dall'alimentazione: il fegato di manzo e agnello della Nuova Zelanda sono le fonti più ricche di DPA n-3, contenendone circa 140 mg per 100 g di porzione edibile. La carne bovina australiana fornisce fino a 80 mg di DPA n-3 per 100 g di carne commestibile.
Alcuni integratori alimentari disponibili in commercio contengono attualmente circa il 10% di DPA n-3.